# Менедем (тиран Кротону)

Мапа Південної Італії, на якій зокрема позначені згадані у статті Кротон, Фурії, Регій та Сиракузи

Менедем — тиран давньогрецького міста Кротон, що лежало на півдні Італії, на західному узбережжі затоки Таранто (півострів Калабрія).
Ймовірно, майбутній тиран тотожний з полководцем Менедемом, котрий у 317 р. до н. е. разом зі ще одним полководцем Пароном був обраний кротонцями командувачем у війні з вигнанцями. Останні за рішенням демократичних сил були примушені покинути місто через співпрацю із вождями олігархічної партії у Сиракузах Гераклідом та Состратом (сиракузька олігархія втручалась у справи південноіталійських міст, зокрема, у 322 р. до н. е. здійснила невдалий похід для встановлення схожого режиму в Регії). Вигнанці, разом з якими діяли три сотні найманців, виступили із Фурій та спробували вночі увійти до Кротону, проте зазнали невдачі через спротив містян. Тоді вони отаборились на межі із землями бруттіїв (італійське плем'я, котре населяло півострів Калабрія), де були атаковані та перебиті переважаючими силами кротонців під командуванням Менедема та Парона.
Вдруге про Менедема згадується при описі подій 295 р. до н. е. На той час він вже був тираном Кротона та перебував у дружніх відносинах із Агафоклом, котрий ще в 317 р. до н. е. влаштував різанину прибічників олігархії та став одноосібним правителем Сиракуз. Наразі Агафокл виступив із флотом та військом на схід, супроводжуючи свою доньку Ланассу на Керкіру, де вона мала пошлюбитись із епрським царем Пірром. Пересуваючись повз Кротон, сиракузький тиран послав гінця до Менедема із заспокоєннями, пояснюючи, що лише забезпечує царський почт для нареченої. Проте насправді Агафокл раптово напав на Кротон і обвів його облоговими спорудами. Використовуючи метальні машини та підкопи, нападники зруйнували найбільшу башту, що налякало кротонців та спонукало їх до капітуляції. Впущене у місто військо сиракузянина перебило чоловіків та розграбувало Кротон. Ймовірно, тоді ж загинув і Менедем.